# Opilioacarus nicaraguensis
Opilioacarus nicaraguensis är en spindeldjursart som beskrevs av Vázquez och Hans Klompen 2002. Opilioacarus nicaraguensis ingår i släktet Opilioacarus och familjen Opilioacaridae. Inga underarter finns listade i Catalogue of Life.